# スヴャトスラフ・ムスチスラヴィチ (スモレンスク公)
スヴャトスラフ・ムスチスラヴィチ（ロシア語: Святослав Мстиславич、? - 1239年?）は、ムスチスラフ3世の子である。ノヴゴロド公：1218年 - 1219年、ポロツク公：1222年 - 1232年、スモレンスク公：1232年 - 1238年頃。聖名はセミョーン。

## 概要
おそらく、スモレンスク公国がポロツク公国を獲得した1222年の後に、スヴャトスラフはポロツク公となった。1230年、前任のスモレンスク公ムスチスラフの死後、スモレンスク公の座はスヴャトスラフに渡るはずだったが、何らかの理由で、スモレンスクの人々は、スヴャトスラフの公への着任を望まなかったようである。1232年、スヴャトスラフはポロツクの人々の援助を得て、スモレンスクの敵対勢力を打ち払い、公位についた。
1238年3月、モンゴルのルーシ侵攻の過程で、モンゴル帝国軍の大部分がスモレンスクの東30kmの地点を通過している。とある文学作品では、モンゴル軍の破壊行為について伝えているが、スヴャトスラフ（あるいはその後継者の公）の対応は明らかではない。